# Stammheim (film)
Stammheim är en västtysk dramafilm från 1986 i regi av Reinhard Hauff och manus av Stefan Aust.
Filmen handlar om rättegången mot Röda armé-fraktionen i Stammheimfängelset och flera av de dömdas död i fängelset. Den belönades med Guldbjörnen vid Filmfestivalen i Berlin 1986.

## Rollista i urval
- Ulrich Pleitgen – domstolens ordförande
- Ulrich Tukur – Andreas Baader
- Therese Affolter – Ulrike Meinhof
- Sabine Wegner – Gudrun Ensslin
- Hans Kremer – Jan-Carl Raspe
- Ulrich Pleitgen – Theodor Prinzing
- Hans-Michael Rehberg – Siegfried Buback
- Hans Christian Rudolph – Otto Schily